# Dipartimento del Tronto
Il dipartimento del Tronto fu un dipartimento del Regno d'Italia, esistito dal 1808 al 1815. Prendeva il nome dal fiume Tronto che ne segnava l'estremo limite meridionale, e aveva per capoluogo Fermo.

## Territorio
Il dipartimento del Tronto insisteva sulle future province meridionali delle Marche (Fermo e Ascoli Piceno), sconfinando in quella di Macerata. Erano inclusi anche il comune abruzzese di Ancarano e alcune frazioni in seguito annesse al Regno delle Due Sicilie. Era invece escluso il comune di Arquata, confluito nel dipartimento del Trasimeno dell'Impero francese.
Il dipartimento aveva un precedente nell'omonima articolazione amministrativa della Repubblica Romana, rispetto alla quale ne risultava però separato il distretto di Camerino, che nel 1808 vi era stato incluso (20 aprile), ma poi era rimasto definitivamente aggregato al Musone (25 luglio).

## Storia
Nove anni dopo la caduta della Repubblica Romana il dipartimento del Tronto rivisse, in seguito all'annessione delle Marche al Regno d'Italia (2 aprile 1808). Il territorio ricalcava grossomodo quello del precedente dipartimento repubblicano, finché il distretto di Camerino ne fu separato con decreto vicereale.

suddivisione 1808-1811

L'assetto del dipartimento del Tronto fu confermato durante l'occupazione di Gioacchino Murat (1815) e anche successivamente, sotto il governo provvisorio austriaco e quello pontificio. Scomparve infine nel riassetto territoriale voluto da Pio VII nel 1816 con la creazione delle delegazioni apostoliche che avrebbero costituito il nucleo delle future province dell'Italia unita.

## Suddivisione amministrativa
Il dipartimento del Tronto fu organizzato inizialmente in 13 cantoni. Subito dopo i tre cantoni del distretto di Camerino (Camerino, Fiastra, Sant'Anatolia) furono accorpati al Musone. Rispetto al dipartimento repubblicano avevano perso la sede cantonale Acquasanta, Amandola, Falerone, Porto di Fermo e San Giusto, mentre l'aveva acquistata Sarnano. Amandola, Acquaviva, Cossignano e San Benedetto erano state trasferite dal distretto di Ascoli a quello di Fermo.

1811-1815

I distretti di Ascoli e Fermo rimasero gli unici fino al 1811, quando dal secondo fu ricavato il distretto di San Ginesio.
| Dipartimento | Capoluogo | Distretto   | Cantoni (1808)                                                                  | Cantoni (1811)                               |
| ------------ | --------- | ----------- | ------------------------------------------------------------------------------- | -------------------------------------------- |
| Tronto       | Fermo     | Ascoli      | Ascoli, Montalto, Offida                                                        | Ascoli, Montalto, Offida                     |
| Tronto       | Fermo     | Fermo       | Fermo, Petritoli, Ripatransone, Sant'Elpidio Montegiorgio, San Ginesio, Sarnano | Fermo, Petritoli, Ripatransone, Sant'Elpidio |
| Tronto       | Fermo     | San Ginesio |                                                                                 | Montegiorgio, San Ginesio, Sarnano           |